# Moritzkirche (Naumburg)
Die Moritzkirche ist eine evangelische Kirche in Naumburg im Burgenlandkreis in Sachsen-Anhalt. Im 16. Jahrhundert war sie die Stiftskirche des Augustiner-Ordens und ersetzte einen ersten Sakralbau an gleicher Stelle. In den folgenden Jahrhunderten wurde das Gotteshaus mehrfach um- und angebaut. Das Kirchengebäude steht seit den 1970er Jahren unter Denkmalschutz. Die Kirchengemeinde gehört zum Kirchenkreis Naumburg-Zeitz in der Evangelischen Kirche in Mitteldeutschland.

## Lage
Die Kirche steht in der Ratsvorstadt am Moritzberg in 06618 Naumburg. Das zugehörige Pfarrhaus befindet sich in unmittelbarer Nachbarschaft nordöstlich der Kirche am Moritzberg 31. Es entstand wie diese im 15. Jahrhundert, und Teile der Architektur sind erhalten.

## Außenbau
Die Kirche besteht aus einem 9,05 × 18,2 Meter langgestreckten polygonalen Chor und dem zweischiffigen Langhaus von 12,6 × 19,2 Metern. Das Kirchenschiff ist laut Bergner nach dem Vorbild von Bettelordenskirchen gestaltet worden. Angeschlossen ist zudem eine Vorhalle von 5,62 × 2,5 Metern. Diese Vorhalle ist seitlich von zwei Türmen mit quadratischem Grundriss eingefasst, die mit hohen spitzen Knickhelmen abgeschlossen und mit Schieferplatten gedeckt sind. Die Türme sehen unterschiedlich aus, da sie zu verschiedenen Zeiten errichtet wurden. Im Nordturm hängt das Geläut.

Die Außenwände des Kirchenschiffs und der Türme sind aus glatt behauenen Natursteinen errichtet und nicht verputzt. Die Kirchenfenster zu beiden Längsseiten des Hauptschiffes sind hohe spitzbogige dreibahnige Fenster, die oben in einer Rosette mit Fischblasenmaßwerk enden.
Das eingezogene spitzbogige Portal der Moritzkirche ist sparsam verziert. Die hölzerne Tür ist mit schmiedeeisernen Beschlägen in Rankenform und einem entsprechenden Drücker versehen.

## Innenarchitektur

### Kirchenschiff
Der Innenraum wurde mehrfach verändert. Er gliedert sich in ein höheres Hauptschiff und ein schmaleres und niedrigeres nördliches Seitenschiff. Die Decken sind flach und mit Holz verkleidet.

### Apsis und Empore
Die drei Fenster hinter dem Altar im Chor sind hohe spitzbogige bleigefasste Sprossenfenster mit insgesamt 18 farbigen Darstellungen aus der Bibelgeschichte in moderner Formensprache. Sie wurden 1957 eingebaut und stammen aus dem Atelier von Gerhard Olbrich.
Auf der rechten Seite des Chorraumes befindet sich eine Tür, die in die Sakristei führt. Ein ebenfalls spitzbogiger Triumphbogen trennt die Apsis vom Kirchenraum.
Auf einer hölzernen Empore steht die Orgel, die im Jahr 1880 vom Orgelbauer Gerhardt aus Merseburg angefertigt worden ist. Zeitgleich wurden die Empore, das Gestühl, die Kanzel und der Taufstein in neugotischer Formensprache geschaffen.

## Ausstattung
Im schlicht gestalteten Innenraum hängt das aus Eichenholz gefertigte Kruzifix mit einem Torso von Jesus Christus aus der Zeit um 1230. Der Fußboden der Kirchenschiffe ist mit hellgrauen Steinplatten ausgelegt.
Der aus Stein gearbeitete Hauptaltar steht vor dem Kruzifix und erhöht auf einem Podium. Die Altarmensa wurde 1504 angefertigt, wie die Inschrift zeigt.

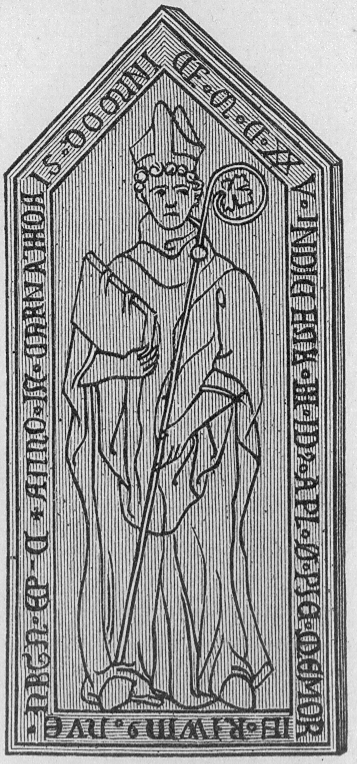
Epitaph Richwin

Beidseitig neben dem Kruzifix sind historische steinerne Epitaphien an der Wand aufgerichtet. Sie erinnern an den Moritzpastor M. Conrad Bertram (1613–1670) (Chor-Nordwand), Christoph Dresler († 28. Oktober 1543, Chor-Ostwand), den als Stifter verehrten Naumburger Bischof Richwin († 1125, Chor-Ostwand) sowie den Propst Niethard Langenberg († 1521).
Links vor dem Chorbogen steht die Kanzel mit einem sechseckigen Kanzelkorb auf einer steinernen Säule, erreichbar über eine hölzerne Treppe.
An der linken Seite im Chorraum hängen 15 Gemälde, die Maria mit den zwölf Aposteln, eine Madonna, Jesus Christus und Johannes den Täufer darstellen, gemalt von Francesco Albani (1578–1660), einem italienischen Maler des Frühbarock.
Im nördlichen Seitenschiff an der östlichen Stirnwand befindet sich die farbige Gipskopie einer Marienfigur, deren Original aus dem Anfang des 13. Jahrhunderts stammt und zu einer Kreuzigungsgruppe am Lettner gehörte. Das Original wurde 1913 in das Bode-Museum nach Berlin abgegeben. Am Rand der Wandkonsole findet sich dazu dieser Hinweis: „[Maria (?)] Christus sind Gipsabg-d-i-k-Fr Museum“. Auch die Christusfigur wurde kopiert und hier angebracht.
Zudem hängt an der Nordwand des Seitenschiffes ein Epitaph für A. Kirchner und Frau (gest. 1567 und 1574), angefertigt vom Bildhauer Matthes Steiner. Das Relief stellt das Paar betend vor einem großen Kruzifix in einer Landschaft dar.

## Geschichte
Die erste Moritzkirche wurde im romanischen Stil um 1021 als Teil des Nonnenklosters erbaut. Der Kunsthistoriker Heinrich Bergner spricht von einer Gründungszeit zwischen 1002 und 1028. Im Jahr 1119 löste Bischof Dietrich I. das Nonnenkloster auf und ließ es in ein Augustiner-Chorherrenstift umwandeln. Das war damit auch die erste urkundliche Erwähnung des Klosters. Ein Brand im Jahr 1260 beschädigte das Kirchengebäude sowie einen Großteil des angeschlossenen Klosters; beides wurde unter Propst Niethard (von) Langenberg wieder hergestellt.
Im 13. Jahrhundert erhielt die Kirche eine erste Glocke, die sogenannte Vesperglocke. In den folgenden Jahrhunderten kamen weitere drei Glocken hinzu.
Trotz hoher Schulden des Stifts erfolgte um 1500 bis etwa 1510 der spätgotische Neubau an gleicher Stelle unter Einbeziehung der vorherigen frühgotischen Kirche. Die erhaltenen Reste (Teile des Südturmes und des nördlichen Seitenschiffes) verweisen auf das älteste Bauwerk Naumburgs. Obwohl für das neue Kirchengebäude Strebepfeiler verwendet wurden, kam anstelle geplanter Gewölbe als oberer Raumabschluss lediglich eine Flachdecke zur Ausführung.
1521 wurde das Kloster evangelisch, und nachdem die Kirche vom Stadtbrand 1532 verschont geblieben war, führte der Kurfürst in der Moritzkirche den ersten protestantischen Prediger Johannes Wolkenstein ein. Nach dem Tod des letzten Propstes 1544 zog Kurfürst Moritz von Sachsen das Kloster ein und verkaufte es im Rahmen eines Mannlehens an die Stadt Naumburg. Die Stadt ließ den Kreuzgang und die Konventsgebäude abreißen und errichtete um den Kirchenbau die neue Ratsvorstadt. Aus der Klosterkirche wurde eine Gemeindekirche, aus der Propstei das Pfarrhaus. Im Pfarrgarten ist ein Taufstein in Pokalform aus dem Anfang des 16. Jahrhunderts erhalten, dessen Inschriften jedoch nicht mehr zu entziffern sind.
Von 1705 bis 1721 erfolgten unter Herzog Moritz Wilhelm umfassende Reparatur- und Restaurierungsarbeiten an der Kirche, die mit Umgestaltungen im Stil des Barock einhergingen. Im Seitenschiff wurden Fenster eingebaut, und die Innenwände wurden mit blauweißen Ornamenten ausgemalt. In dieser Zeit wurde unter anderem ein großer Altareinbau in der Kirche installiert. Die barocken Einbauten wurden nach 1875 jedoch wieder entfernt, so dass die Kirche seitdem wieder ein gotisches Erscheinungsbild hat. Von 1863 bis 1867 erfolgte der Neubau des Nordturms.

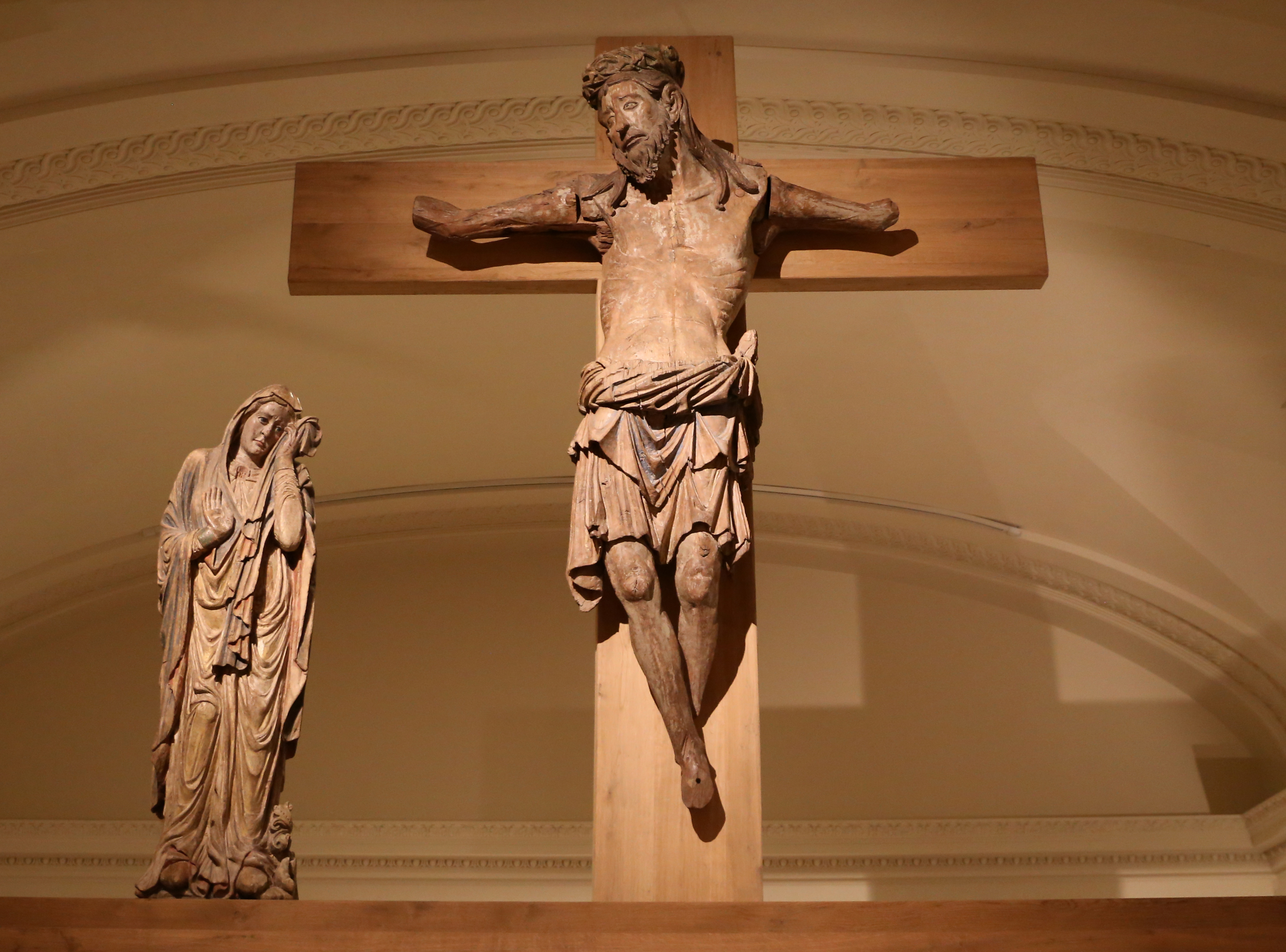
Maria und Jesus aus der Moritzkirche als Exponate im Bodemuseum

Auf dem Dachboden des Kirchengebäudes wurden 1899 bei Restaurierungsarbeiten Teile einer Triumphkreuzgruppe gefunden, die den gekreuzigten Christus mit der trauernden Muttergottes und Johannes zu beiden Seiten des Kreuzes in vollplastischer Darstellung zeigt. Sie wird auf die Zeit um 1220/1230 datiert und befand sich ursprünglich am Lettner. Die Figur des Christus und die 165 cm hohen Marienfigur wurden in das Berliner Bode-Museum als Tauschobjekte abgegeben und zuvor in Gips kopiert. Der Verbleib der Skulptur Johannes unter dem Kreuz ist nicht bekannt.
Die Naumburger Moritzgemeinde erhielt als Gegenleistung für die inzwischen als Naumburger Gruppe bezeichneten mittelalterlichen Skulpturen die 15-teilige Bilderserie von Francesco Albani, die der preußische König Friedrich Wilhelm III. 1815 in Italien erworben hatte. Die Gemälde hatten im Zuge des Kaufs neue Bilderrahmen nach Entwürfen des berühmten Baumeisters Karl Friedrich Schinkel erhalten. Alle Bilder wurden im Auftrag des Kirchenförderverein in den 2010er Jahren schrittweise umfassend restauriert, die Kosten teilten sich die Kirchengemeinde (über Spenden und Patenschaften eingesammelt), die Stiftung der Sparkasse Burgenland und der Kirchenkreis Naumburg-Zeitz.
Zur Unterstützung der Kirchengemeinde hat sich nach Wende, 1998, ein Förderverein gegründet. Nach der deutschen Wiedervereinigung konnte die Kirchengemeinde in den Jahren 1992 und 1993 eine größere Sanierung des Gotteshauses vornehmen lassen. Dabei konnten die Restauratoren ein romanisches Weihekreuz und Reste der barocken Ausmalung der Kirche freilegen. Nach Abschluss der Restaurierung befindet sich ein zweiter Altar aus dunklem Holz in einfacher Tischform nahe der Kanzel, vor einer Viererbankreihe und dem älteren Flachaltar.
Im 21. Jahrhundert nutzt die ansässige Gemeinde die Kirche für Andachten, Gottesdienste und gelegentlich auch für Ausstellungen (u. a. 2020: Marienerscheinung in Naumburg).

## Seelsorge (Auswahl)
In der Reformationszeit, 1537, trat der erste protestantische Prediger Johannes Wolkenstein seinen Dienst an, dem zwei Diakone zur Seite standen.
Die evangelischen Kirchengemeinden von Naumburg nutzen das Gemeindezentrum Haus der Kirche am Domplatz 8, westlich von der Moritzkirche. Dieses wurde nach 1990 aus einem früheren kirchlichen Seminargebäude entwickelt. Hier finden zahlreiche Veranstaltungen statt und hier treffen sich die Kreise der Gemeinde (u. a. Frauen, Kinder, Bibel, Theophil, Grüne Damen).
In den 2010er Jahren leitete Roland M. Lehmann, der zugleich wissenschaftlicher Mitarbeiter am Lehrstuhl für Kirchengeschichte der Universität Jena ist, die Kirchengemeinde.
Christina Lang war im Jahr 2020 geschäftsführende Pfarrerin der Kirchengemeinde Naumburg. Die Gemeinde unterhält einen gemeinsamen Kirchenchor, nach seinem Standort, der Kirche St. Othmar, auch Othmarchor genannt wird.

### Allgemeines
- Heinrich Bergner: Beschreibende Darstellung der älteren Bau- und Kunstdenkmäler der Provinz Sachsen, Kreis Naumburg (Land). 1905, S. 219 ff.
- Andreas Lindner: Zur Geschichte des Moritzklosters und der Moritzkirche zu Naumburg. In: Saale-Unstrut-Jahrbuch 1 (1996), S. 17–27.
- Ulrich Schröter, Harald Schultze (Hrsg.): Im Schatten des Domes. Theologische Ausbildung in Naumburg 1949-1993. Evangelischer Verlag, Leipzig 2012.

### Ausstattung
- Philipp Kuroczik: Unbekannte Skulpturen wiederentdeckt. Neue Untersuchungen zu Ausstattung und Geschichte der Kirche St. Moritz in Naumburg. In: Saale-Unstrut-Jahrbuch 15 (2010), S. 115–117.
- Dieter Köcher, Tobias Kunz: Triumphkreuzgruppe aus dem Naumburger Moritzstift. In: Staatliche Museen Preußischer Kulturbesitz (Hrsg.): Bildwerke nördlich der Alpen 1050 bis 1380. Kritischer Bestandskatalog der Berliner Skulpturensammlung. Michael Imhof, Petersberg 2014, S. 143–151, Kat. Nr. 48.
- Guido Siebert: Pietà aus der Moritzkirche in Naumburg. In: Saale-Unstrut-Jahrbuch 23 (2018), S. 142–147.
- Guido Siebert: Thronende Madonna aus dem Augustiner-Chorherrenstift St. Moritz in Naumburg. In: Saale-Unstrut-Jahrbuch 27 (2022), S. 150–153.